# Tetraria compar
Tetraria compar là loài thực vật có hoa trong họ Cói. Loài này được (L.) P.Beauv. miêu tả khoa học đầu tiên năm 1819.